# Cladocoryne floccosa
Cladocoryne floccosa is een hydroïdpoliep uit de familie Cladocorynidae. De poliep komt uit het geslacht Cladocoryne. Cladocoryne floccosa werd in 1871 voor het eerst wetenschappelijk beschreven door Rotch. 